# L'Été d'Alexa (film)
Pour plus de détails, voir Fiche technique et Distribution.
L'Été d'Alexa (Bumblefuck, USA) est un film américain réalisé par Aaron Douglas Johnston et sorti en 2011.

## Synopsis
Alexa est une jeune fille venue à Bumblefuck, USA, depuis Amsterdam avec sa caméra pour recueillir des informations qui pourraient expliquer les motivations du suicide de son ami Matt et faire un documentaire sur l'homosexualité dans la ville. Durant son séjour, elle va rencontrer plusieurs personnes avec qui elle va nouer des relations diverses, notamment Jennifer qui va révéler une part inconnue de sa sexualité.

## Fiche technique
- Titre français : L'Été d'Alexa
- Titre original : Bumblefuck, USA
- Réalisateur : Aaron Douglas Johnston
- Scénario : Aaron Douglas Johnston, Cat Smits
- Production : Aaron Douglas Johnston, Judith de Weert
- Distribution :
- Pays :  États-Unis
- Langue d'origine : anglais
- Genre : Romance saphique, Drame
- Lieux de tournage :
- Durée : 91 minutes (1 h 31)
- Date de sortie :
  -  États-Unis : 17 juin 2011 au Festival du film Frameline
  -  France : 14 octobre 2011 au Festival du film gay et lesbien de Paris
  -  Espagne : 28 octobre 2011 au Festival du film gay et lesbien de Barcelone

## Distribution
- Cat Smits : Alexa
- Brooke Johnson : Finn
- Heidi M. Sallows : Jennifer
- Ryan Gourley : Employé du cimetière
- Ryan Overton : Matt
- John Watkins : Lucas
- Jeff Smith : Barman